# Zaccaria Bricito (politico)
Zaccaria Bricito (Treviso, 30 novembre 1875 – Treviso, 5 aprile 1962) è stato un politico italiano.
Figlio di Giovanni Battista e di Amalia Augusta Gianese, proveniva da una famiglia di funzionari e uomini d'affari originaria di Bassano del Grappa. Sposò Giuseppina Mazzoccato.
Laureato in diritto amministrativo, fu impegnato prevalentemente nell'attività finanziaria e nel giornalismo. Direttore della Gazzetta di Treviso e collaboratore della Rivista Militare, fu autore di alcune pubblicazioni quali Istituzioni di diritto militare (1904) e La riforma dei tributi locali e le entrate dei comuni (1923).
Per quanto riguarda la carriera politica, fu per due mandati sindaco di Treviso (1908-1910 e 1914-1920). Fu eletto deputato nel collegio di San Biagio di Callalta, prendendo parte alla XXIII legislatura come rappresentante del gruppo cattolico.
Era suocero di Graziano Appiani, avendo questi sposato sua figlia. Fu proprio sui terreni del Bricito, situati appena fuori porta Santi Quaranta, che l'imprenditore innalzò la sua celebre fornace.
Al figlio Giovanni, morto prematuramente nel 1930, è intitolata una scuola dell'infanzia di Treviso, con sede proprio nella villa di famiglia che i coniugi Bricito donarono alle suore elisabettine.